# Переименование улиц Киева (1869)
Переименование улиц в Киеве в 1869 году — массовое изменение названий улиц, переулков и площадей в Киеве с целью упорядочения и во избежание их повторения, которое была проведено в 1869 году. Проект переименований был утверждён императором Александром II.

## История
В середине XIX столетия территория Киева и его население существенно увеличились. Если 1806 в Киеве насчитывалось 49 улиц и 8 кварталов, то в середине века — 127 улиц, переулков и площадей. Население города выросло с 44,7 тыс. в 1840 до 71,4 тыс. человек в 1865 году. Осуществляя благоустройство улиц, администрация города столкнулась с неразберихой и беспорядком в городском хозяйстве: нумерация домов была неупорядочена, некоторые улицы не имели названий, другие имели двойные, или нигде не зафиксированные народные названия, в городе были улицы и площади с одинаковыми названиями.
Киевский генерал-губернатор И. И. Васильчиков отмечал, что некоторые улицы в Киеве получили названия, не имеющие никакого отношения ни к расположению улиц, ни к прилегающим к ним значительным зданиям и вообще к выдающимся древним памятникам и новейшим событиям. Поэтому он требовал заменить такие названия более соответствующими.
Одновременно с наименованием улиц проводилась значительная работа по упорядочению нумерации домов, указанию названий улиц. Однако жители и владельцы зданий не всегда подавали точные сведения о своих адресах, а усадьбы со временем переходили от одних владельцев к другим, поэтому возникала путаница.
В 1854 году губернатор приказал городской думе отметить все существующие названия улиц и переулков города на специальных табличках и прикрепить их с правой стороны каждой улицы, а старые, испорченные таблички заменить на новые. Для этого городской землемер составил в 1855 году первый полный список (более 160 названий) всех улиц и переулков города. Однако эта деятельность скоро ушла в упадок и возобновилась лишь более чем через десять лет.
В 1866 году губернатор М. К. Катакази с целью «упрощения нахождения лиц, находящихся в городе» приказал городской думе установить таблички с названиями на тех улицах и переулках, которые их не имеют. Предлагалось на каждый дом прибить жестяную табличку с указанием номера дома. Таблички должны были быть девяти цветов соответственно числу шести частей города и трёх кварталов — Куренёвского, Лукьяновского и Зверинецкого. Предлагалось вести отсчёт домов, входящих в состав частей города, от центральных улиц до окраин. При этом чётные номера нужно было указывать по правой, а нечётные — по левой стороне улиц и переулков.
На основании этого приказа был составлен новый детальный план города, который был отпечатан в 200 экземплярах, введена новая нумерация улиц, учитывая каждую усадьбу с постройками. Для нанесения на этот план новых, упорядоченных названий улиц, губернский статистический комитет 1866 создал «Комиссию по переименованию улиц, площадей и переулков Киева».

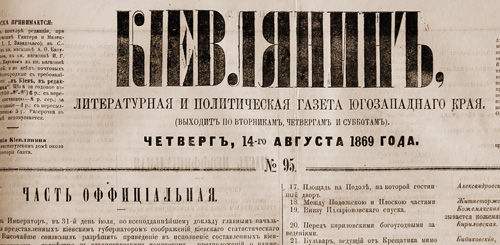
Газета «Кіевлянинъ», в которой 14 августа 1869 года бул опубликован список площадей, улиц и переулков Киева, которые получили новое название

На обсуждение комиссии были предоставлены проекты профессора Императорского университета св. Владимира А. П. Вальтера и редактора газеты «Кіевскія губернскія вѣдомости» Н. А. Чернышёва. Однако в комиссии возникли споры, и позже была создана особая комиссия под председательством вице-губернатора Н. П. Гессе. Наконец 11 июля 1869 губернский статистический комитет утвердил проект переименования и наименования улиц города, предложенный исследователем Киева П. Г. Лебединцевым, с замечаниями Н. М. Сементовского, П. Д. Селецкого, В. А. Караваева, Н. А. Чернышёва, Н. Х. Бунге, Н. Н. Балабухи и др. Это решение комитета вступило в силу вскоре после утверждения его императором Александром II. Документ стал первой попыткой предоставить наименованию и переименованию улиц Киева определённой системы с использованием географических, исторических, топографических признаков и народных названий. Названия получили улицы и площади, которые их не имели; некоторые длинные улицы были разделены; переименованы некоторые улицы и площади, которые имели неуместные, двойные и тройные названия.
Центральные улицы и площади города были названы именами царей, губернаторов, русских аристократов и т. д.: Царская, Дворцовая площадь, Бибиковский бульвар, Фундуклеевская, Левашовская, Безаковская, Екатерининская, Ново-Елизаветинская, Бухтеевская улица. Часть улиц тогда же получила исторические названия: Ярославов Вал, Боричев спуск, Предславинская, Рогнединская, Несторивская, Дорогожицкая, Петро-Могилянская, Игоревский переулок и др.
Было предоставлено названия улицам Лукьяновки, местностей Кожемяки и Щекавица, переименованы некоторые улицы Печерска. Часть улиц была названа по действующим или когда-либо существующими церквям, часть — по значительным общественным сооружениям.
Предложения комиссии было напечатано в газете «Паровозъ» 21 и 25 июля 1869 года. Окончательный перечень переименований, утверждённый 31 июля императором Александром II, обнародовали в газете «Киевлянинъ» 14 августа того же года.
Всего по этому проекту были разделены, переименованы и получили официальные названия 97 улиц, площадей и переулков Киева.

## Список переименованных улиц, площадей и переулков
| № п/п                                             | Местоположение | Новое название и её объяснение | Новое название в оригинальной орфографии |
| ------------------------------------------------- | --- | --- | ---------------------------------------- |
| А. Площади                                        | | |                                          |
| 1                                                 | Перед дворцом, который строится | Дворцовая | Дворцовая площадь                        |
| 2                                                 | На Крещатике, где расположен фонтан «Иван» | Царская (Царя-освободителя), в память про чудесное спасение которого, произошло 4 апреля 1866 на этой площади сооружается часовня и к ней приобщается Царский сад         | Царская (Царя-освободителя) площадь      |
| 3                                                 | На Крещатике, где расположен фонтан «Урод» | Крещатицкая, потому что она находится в центре Крещатика | Крещатицкая площадь                      |
| 4                                                 | В конце Крещатика, где расположен фонтан «Моряк» | Богдана Хмельницкого, которому предполагается поставить на этой площади памятник, потому что он положил начало воссоединению Юго-Западного края с Московским государством | Площадь Богдана Хмѣльницкаго             |
| 5                                                 | Возле церкви св. Троицы | Лыбидская — вблизи неё протекает река Лыбидь и вообще эта полицейская часть города называется Лыбидская                                                                   | Лыбедская площадь                        |
| 6                                                 | Возле церкви св. Владимира | Новостроенское, потому что местность вокруг неё называется Нова Застройка (Новое Строение)                                                                                | Новостроенская площадь                   |
| 7                                                 | Перед университетом | Университетская | Университетская площадь                  |
| 8                                                 | Перед театром | Театральная | Театральная площадь                      |
| 9                                                 | Возле Золотых ворот | Золотоворотская | Золотоворотская                          |
| 10                                                | Перед церковью Михайловского монастыря | Михайловская | Михайловская площадь                     |
| 11                                                | Перед Софийским собором | Софийская | Софиевская площадь                       |
| 12                                                | Возле строящегося Владимирского собора | Владимирская | Владимірская площадь                     |
| 13                                                | Возле Стритенской церкви | Львовская — здесь в давние времена были Львовские ворота | Львовская площадь                        |
| 14                                                | Перед выездом до Житомира | Галицкая, потому что отсюда начинается дорога на Галичину | Галичская площадь                        |
| 15                                                | Площадь возле старой житомирской почтовой дороги | Лукьяновская — от названия местности Лукьяновка | Лукьяновская площадь                     |
| 16                                                | За тюремным замком | Древлянская, по имени славянского племени древлян | Древлянская                              |
| 17                                                | Площадь на Подоле, на которой размещён гостевой двор | Александровская | Александровская площадь                  |
| 18                                                | Между Подольской и Плоской частью | Житнеторжская | Житнеторжская площадь                    |
| 19                                                | Снизу Илларионовского спуска | Кожемякская, потому что эта местность издавна называется Кожемяки | Кожемякская площадь                      |
| 20                                                | Перед Кириловскими богоугодными учреждениями | Кириловская | Кириловская площадь                      |
| 21                                                | Бульвар, что ведёт от Крещатика мимо университет до выезда на Житомир | Бибиковский, в честь известного в городе государственного деятеля Д. Г. Бибикова, какой именно и проложил этот бульвар                                                    | Бибиковскій бульваръ                     |
| Б. Улицы, которые не имеют названий               | | |                                          |
| В Дворцовой части                                 | | |                                          |
| 1                                                 | Переулок от дома Денисова в дом Мосолова, напротив Дворцовой площади | Крепостной, потому что он находится вблизи крепости | Крѣпостной переулокъ                     |
| 2                                                 | Переулок вблизи университетского спуска | Крутой спуск, потому что он с одной стороны непроездной вследствие крутизны склона                                                                                        | Крутой спускъ                            |
| В Старокиевской части                             | | |                                          |
| 3                                                 | Между 2-й гимназией и Владимирским собором, который строится | Гимназийная | Гимназическая улица                      |
| 4                                                 | С другой стороны того же собора | Нестеровская, в память св. Нестора Летописца | Несторовская улица                       |
| В Лыбидской части                                 | | |                                          |
| 5                                                 | Переулок у Васильковской залога вблизи усадьбы Чернышёва | Лыбидский, от речки Лыбидь | Лыбедской переулокъ                      |
| В Подольской части                                | | |                                          |
| 6                                                 | Незначительные переулки в местности Кожемяки | Глыбочицкий | Глубочицкій переулокъ                    |
| 7                                                 | Незначительные переулки в местности Кожемяки | Малоглыбочицкий | Мало-глубочицкій переулокъ               |
| 8                                                 | Незначительные переулки в местности Кожемяки | Кожемякский | Кожемякскій переулокъ                    |
| 9                                                 | Незначительные переулки в местности Кожемяки | Глухой | Глухой переулокъ                         |
| 10                                                | Незначительные переулки в местности Кожемяки | Малодегтярный | Мало-дехтярный переулокъ                 |
| 11                                                | Незначительные переулки в местности Кожемяки | Ремесленный | Ремесленный переулокъ                    |
| 12                                                | Незначительные переулки в местности Кожемяки | Овечьий | Овчинный переулокъ                       |
| 13                                                | Незначительные переулки в местности Кожемяки | Воздвиженский | Воздвиженскій переулокъ                  |
| 14                                                | Вблизи Покровской церкви | Покровской | Покровскій переулокъ                     |
| 15                                                | От Спасской улицы на Хоревы около Воскресенской церкви | Воскресенский | Воскресенскій переулокъ                  |
| 16                                                | | Туровская, в память того, что рядом была Туровская божница и протекает речка Турец                                                                                        | Туровская улица                          |
| В Плоской части                                   | | |                                          |
| 17                                                | Переулок вблизи местности Щекавица | Кладбищенский | Кладбищенскій                            |
| 18                                                | Переулок вблизи местности Щекавица | Прорезной | Прорѣзной переулокъ                      |
| 19                                                | Переулок вблизи местности Щекавица | Новый | Новый переулокъ                          |
| 20                                                | Улица на краю города | Мало-кириловская | Мало-кириловская улица                   |
| В пригороде Лукьяновки                            | | |                                          |
| 21                                                | Тут запланировано обустроить несколько кварталов для застройки, запроектированные улицы ещё не названы, поэтому они приобрели названия по местностям, где расположены, или по местам и местечкам около или в стороне этих историческим районам | Бердичевская | Бердичевская                             |
| 22                                                | Тут запланировано обустроить несколько кварталов для застройки, запроектированные улицы ещё не названы, поэтому они приобрели названия по местностям, где расположены, или по местам и местечкам около или в стороне этих историческим районам | Мало-дрогожицкая | Мало-дорогожицкая улица                  |
| 23                                                | Тут запланировано обустроить несколько кварталов для застройки, запроектированные улицы ещё не названы, поэтому они приобрели названия по местностям, где расположены, или по местам и местечкам около или в стороне этих историческим районам | Мало-юрковская | Мало-юрковская улица                     |
| 24                                                | Тут запланировано обустроить несколько кварталов для застройки, запроектированные улицы ещё не названы, поэтому они приобрели названия по местностям, где расположены, или по местам и местечкам около или в стороне этих историческим районам | Овручская | Овручская улица                          |
| 25                                                | Тут запланировано обустроить несколько кварталов для застройки, запроектированные улицы ещё не названы, поэтому они приобрели названия по местностям, где расположены, или по местам и местечкам около или в стороне этих историческим районам | Макаровская | Макаровская улица                        |
| 26                                                | Тут запланировано обустроить несколько кварталов для застройки, запроектированные улицы ещё не названы, поэтому они приобрели названия по местностям, где расположены, или по местам и местечкам около или в стороне этих историческим районам | Белогородская | Бѣлогородская улица                      |
| 27                                                | Тут запланировано обустроить несколько кварталов для застройки, запроектированные улицы ещё не названы, поэтому они приобрели названия по местностям, где расположены, или по местам и местечкам около или в стороне этих историческим районам | Лагерная | Лагерная улица                           |
| 28                                                | Тут запланировано обустроить несколько кварталов для застройки, запроектированные улицы ещё не названы, поэтому они приобрели названия по местностям, где расположены, или по местам и местечкам около или в стороне этих историческим районам | Тюремная | Тюремная улица                           |
| 29                                                | Тут запланировано обустроить несколько кварталов для застройки, запроектированные улицы ещё не названы, поэтому они приобрели названия по местностям, где расположены, или по местам и местечкам около или в стороне этих историческим районам | Радомысльская | Радомысльская улица                      |
| 30                                                | Тут запланировано обустроить несколько кварталов для застройки, запроектированные улицы ещё не названы, поэтому они приобрели названия по местностям, где расположены, или по местам и местечкам около или в стороне этих историческим районам | Коростышевская | Коростышевская улица                     |
| 31                                                | Тут запланировано обустроить несколько кварталов для застройки, запроектированные улицы ещё не названы, поэтому они приобрели названия по местностям, где расположены, или по местам и местечкам около или в стороне этих историческим районам | Брусиловская | Брусиловская улица                       |
| 32                                                | Тут запланировано обустроить несколько кварталов для застройки, запроектированные улицы ещё не названы, поэтому они приобрели названия по местностям, где расположены, или по местам и местечкам около или в стороне этих историческим районам | Ясногородская | Ясногородская улица                      |
| 33                                                | Тут запланировано обустроить несколько кварталов для застройки, запроектированные улицы ещё не названы, поэтому они приобрели названия по местностям, где расположены, или по местам и местечкам около или в стороне этих историческим районам | Полевой переулок | Полевой переулокъ                        |
| 34                                                | Тут запланировано обустроить несколько кварталов для застройки, запроектированные улицы ещё не названы, поэтому они приобрели названия по местностям, где расположены, или по местам и местечкам около или в стороне этих историческим районам | Загородная малая | Загородная малая улица                   |
| 35                                                | Тут запланировано обустроить несколько кварталов для застройки, запроектированные улицы ещё не названы, поэтому они приобрели названия по местностям, где расположены, или по местам и местечкам около или в стороне этих историческим районам | Загородная средняя | Загородная средняя улица                 |
| 36                                                | Тут запланировано обустроить несколько кварталов для застройки, запроектированные улицы ещё не названы, поэтому они приобрели названия по местностям, где расположены, или по местам и местечкам около или в стороне этих историческим районам | Загородная большая | Загородная большая улица                 |
| 37                                                | Тут запланировано обустроить несколько кварталов для застройки, запроектированные улицы ещё не названы, поэтому они приобрели названия по местностям, где расположены, или по местам и местечкам около или в стороне этих историческим районам | Дачная | Дачная улица                             |
| 38                                                | Тут запланировано обустроить несколько кварталов для застройки, запроектированные улицы ещё не названы, поэтому они приобрели названия по местностям, где расположены, или по местам и местечкам около или в стороне этих историческим районам | Подгористая | Подгорная улица                          |
| 39                                                | Тут запланировано обустроить несколько кварталов для застройки, запроектированные улицы ещё не названы, поэтому они приобрели названия по местностям, где расположены, или по местам и местечкам около или в стороне этих историческим районам | Печенежская | Печенежская улица                        |
| 40                                                | Тут запланировано обустроить несколько кварталов для застройки, запроектированные улицы ещё не названы, поэтому они приобрели названия по местностям, где расположены, или по местам и местечкам около или в стороне этих историческим районам | Подлесная | Подлѣсная улица                          |
| В. Длинные улицы, которые предусмотрено разделить | | |                                          |
| 1                                                 | Часть Владимирской улицы от присутствующих мест до Андреевского спуска | Десятинная. Владимирская улица имеет очень большую протяжённость и в народе тут её не называют Владимирской, а в этой местности находится Десятинная церковь              | Десятинная улица                         |
| 2                                                 | Часть Владимирской от Шулявской улицы до реки Лыбедь | Нижневладимирская | Нижно-владимірская улица                 |
| 3                                                 | Часть Житомирской улицы от Львовской до Лукьяновской площади | Львовская | Львовская улица                          |
| 4                                                 | Часть этой же улицы от Лукьяновской площади справа от старой почтовой житомирской улицы | Дорогожицкая. Местность эта в старину имела название Дорогожичи и тут были укрепления, остатки каких сохранились до сих пор                                               | Дорогожицкая улица                       |
| Г. Улицы, отобранные для переименования           | | |                                          |
| В Дворцовой части                                 | | |                                          |
| 1                                                 | Виноградная, мало известная под этим названием | Елизаветинская, в честь Императрица Елизавета, во время правления которой на этой улице построен Кловский дворец, на месте нынешнего женского духовного училища           | Елисаветская улица                       |
| 2                                                 | Эспланадная, в отличие от Эспланадной на Печерске | Виноградная: с одной стороны этой улицы раньше были виноградные сады | Виноградная улица                        |
| 3                                                 | Липская улица, мало известна под этим названием | Екатерининская, в память Императрицы Екатерины II, во время царствования которой распланировано Липки                                                                     | Екатерининская улица                     |
| 4                                                 | Шелковичная улица | Левашовская, она и сейчас так называется в народе, в честь бывшего генерал-губернатора Левашова, при котором обустроены местность Липки                                   | Левашовская улица                        |
| 5                                                 | Подсадной переулок, идущий от Институтской улице в Царского сада | Садовый | садовый переулокъ                        |
| В Старокиевской части                             | | |                                          |
| 6                                                 | Кадетская, где совсем нет кадетского корпуса | Фундуклеевская, в честь бывшего киевского губернатора Ивана Фундуклея, который основал на этой улице женскую гимназию, пожертвовав для этого свои дома                    | Фундуклеевская улица                     |
| 7                                                 | Елизаветинская | Новоелизаветинская, в отличие от Елизаветинской на Липках | Ново-елисаветская улица                  |
| 8                                                 | Больничная, мало известна под этим названием, где нет никакой больницы, но проходит у анатомического театра | Пироговская — в честь известного педагога и анатома, бывшего попечителя киевского учебного округа Н. И. Пирогова                                                          | Пироговская улица                        |
| 9                                                 | Дорога, идущая от Золотых ворот в сторону Бульварно-Кудрявской улицы | Ярославов вал, который существовал здесь до прокладки этой улицы и остатки которого и сейчас ещё можно увидеть                                                            | Улица Ярославовъ валъ                    |
| 10                                                | Загородная у Кадетского шоссе, это название уже имеет другая улица | Златоустовская, потому что прилегает к площади, на которой строится церковь св. Иоанна Златоуста                                                                          | Златоустовская улица                     |
| В Лыбидской части                                 | | |                                          |
| 11                                                | Малая Васильковская (есть другая улица с таким же названием) | Предславинская, в память села Предславине, расположенного более Лыбедью, где жила Рогнеда, одна из жен Владимира                                                          | Предславинская улица                     |
| 12                                                | Эспланадная, потому что есть Эспланадная улица на Печерске | Прозоровская: она идёт ниже Прозоровская башни | Прозоровская улица                       |
| 13                                                | Владимирская, потому что в Старокиевской части уже есть улица с таким же названием | Лыбидской-Владимирская | Лыбедско-владимирская улица              |
| 14                                                | Бульонской, в отличие от другой с таким же названием | Рогнединская | Рогнѣдинская улица                       |
| 15                                                | Никольская, в отличие от улице с таким же названием на Печерске | Ботаническая: она прилегает к ботанического сада | Ботаническая улица                       |
| 16                                                | Улица, ведущая к вокзала Киево-балтской железной дороги, и часть которой называется Игнатьевском | Безаковской, в честь генерал-адъютанта В. П. Безака, по ходатайству которого Киев получил указанную дорогу                                                                | Безаковская улица                        |
| В Подольской части                                | | |                                          |
| 17                                                | Владимирская улица, потому что в городе уже есть несколько улиц с таким названием | Братская, потому что она выводит к братского монастыря | Братская улица                           |
| 18                                                | Трёхсвятительская улица за церковью Рождества; мало известна под этим названием | Боричев спуск, которым она была в древности и по которому Перун был свергнут в Днепр                                                                                      | Боричевъ взвозъ                          |
| 19                                                | Переулок Михайловский, потому что в старом городе уже есть Михайловский переулок | Игоривский, в память великаго князя Игоря | Игоревский переулокъ                     |
| 20                                                | Никольская, потому что уже есть улица с таким же названием | Набережно-Никольская: она ведёт к набережной вдоль Днепра | Набережно-Николаевская улица             |